# Jörg Kowalski

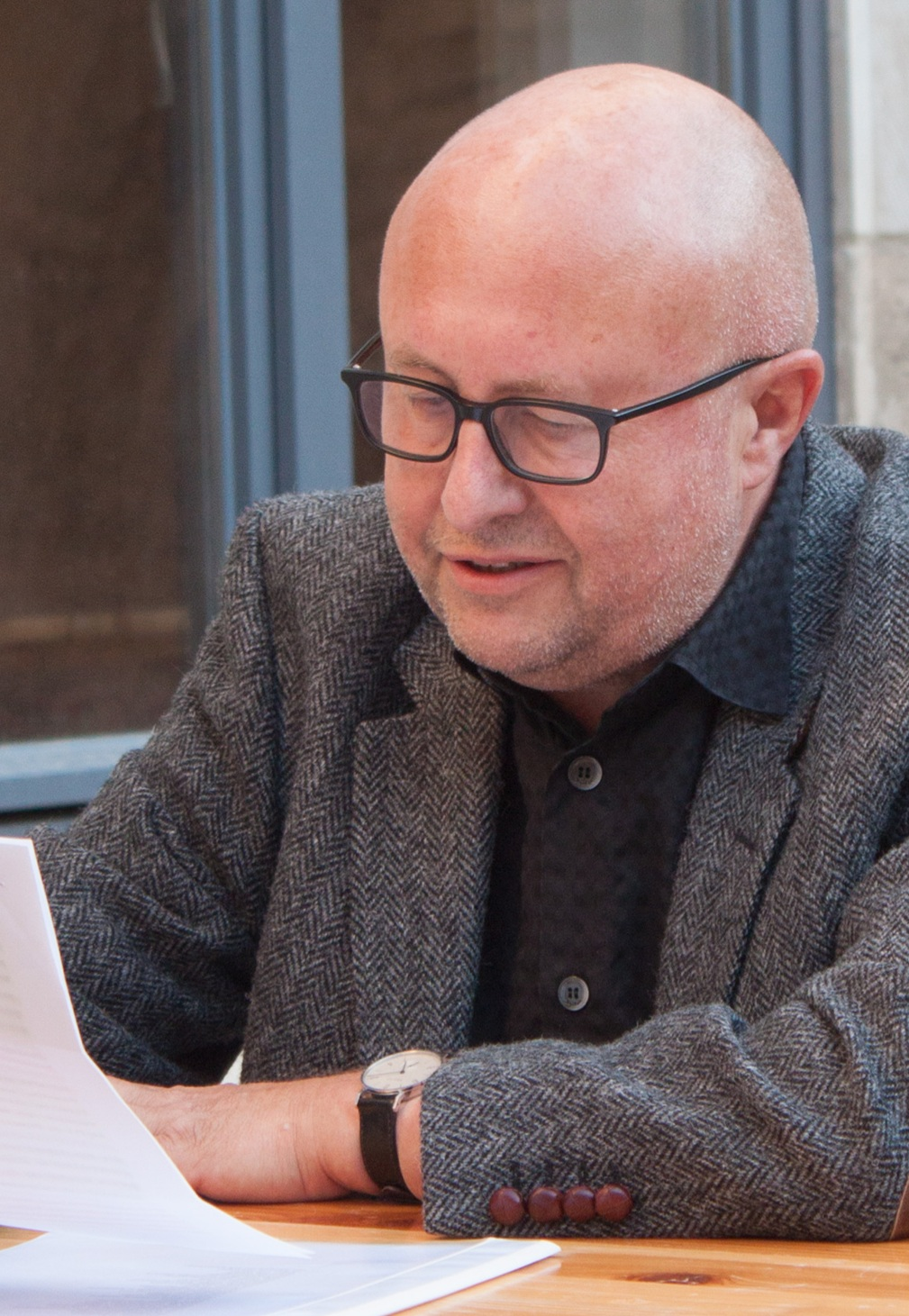
Jörg Kowalski 2020

Jörg Kowalski (* 26. Dezember 1952 in Halle (Saale)) ist ein deutscher Lyriker, Hörspielautor, Herausgeber und Architekt.

## Leben und künstlerisches Schaffen
Jörg Kowalskis Vater war der Historiker Werner Kowalski. Jörg Kowalskis studierte von 1971 bis 1975 Ingenieurbau an der Hochschule für Architektur und Bauwesen in Weimar. Während dieser Zeit war er Mitglied eines von Wulf Kirsten geleiteten Literaturzirkels. Von 1983 bis 1984 absolvierte er ein Postgraduales Studium „Denkmalpflege“ an der Technischen Universität Dresden.
Kowalski ist Mitglied des Präsidiums der Internationalen Novalisgesellschaft. Er war Ende der 1980er Jahre, zusammen mit einer örtlichen Bürgergruppe, an der Rettung des vom Abriss bedrohten Novalis-Geburtshauses Schloss Oberwiederstedt beteiligt. Es wurde eine erste Ausstellung zu Novalis eingerichtet. Am 2. Mai 1992 konnte im revitalisierten Schloss eine Novalis-Gedenk- und Forschungsstätte eröffnet werden. Im Januar 1990 war Kowalski Mitgründer des Kuratoriums Kultur in Halle unter Leitung von Winfried Völlger.
1991 gründete Kowalski in Halle (Saale) ein Architekturbüro. Er lebt dort heute als freier Autor und Architekt. Dabei wirkte er unter anderem an der Sanierung der Ruinenbrücke im Dessauer Georgium mit.

### Herausgeber

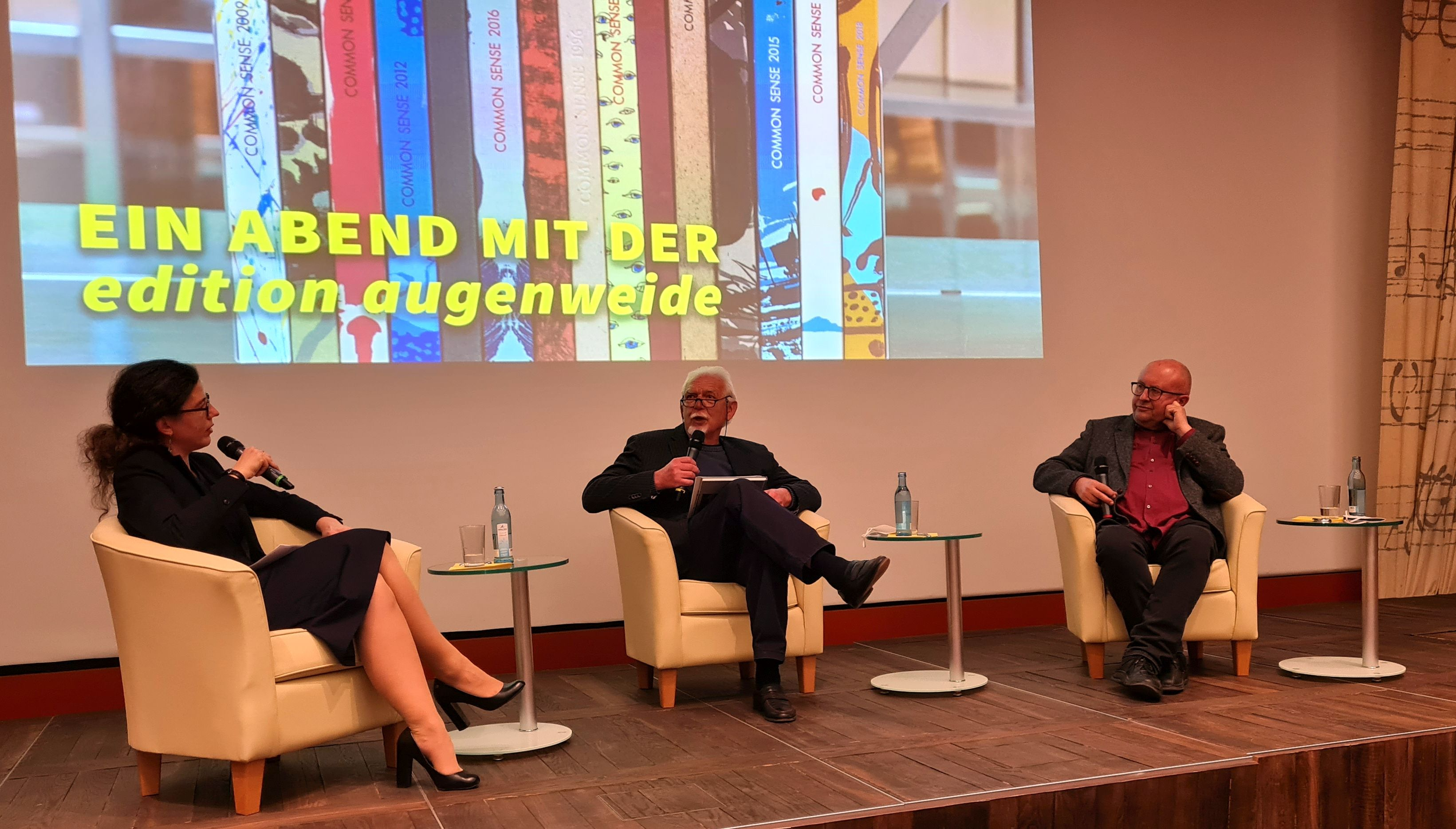
Tarlatt (Mitte) und Kowalski (rechts) 2022 bei der Midissage der Dresdner Almanach-Ausstellung

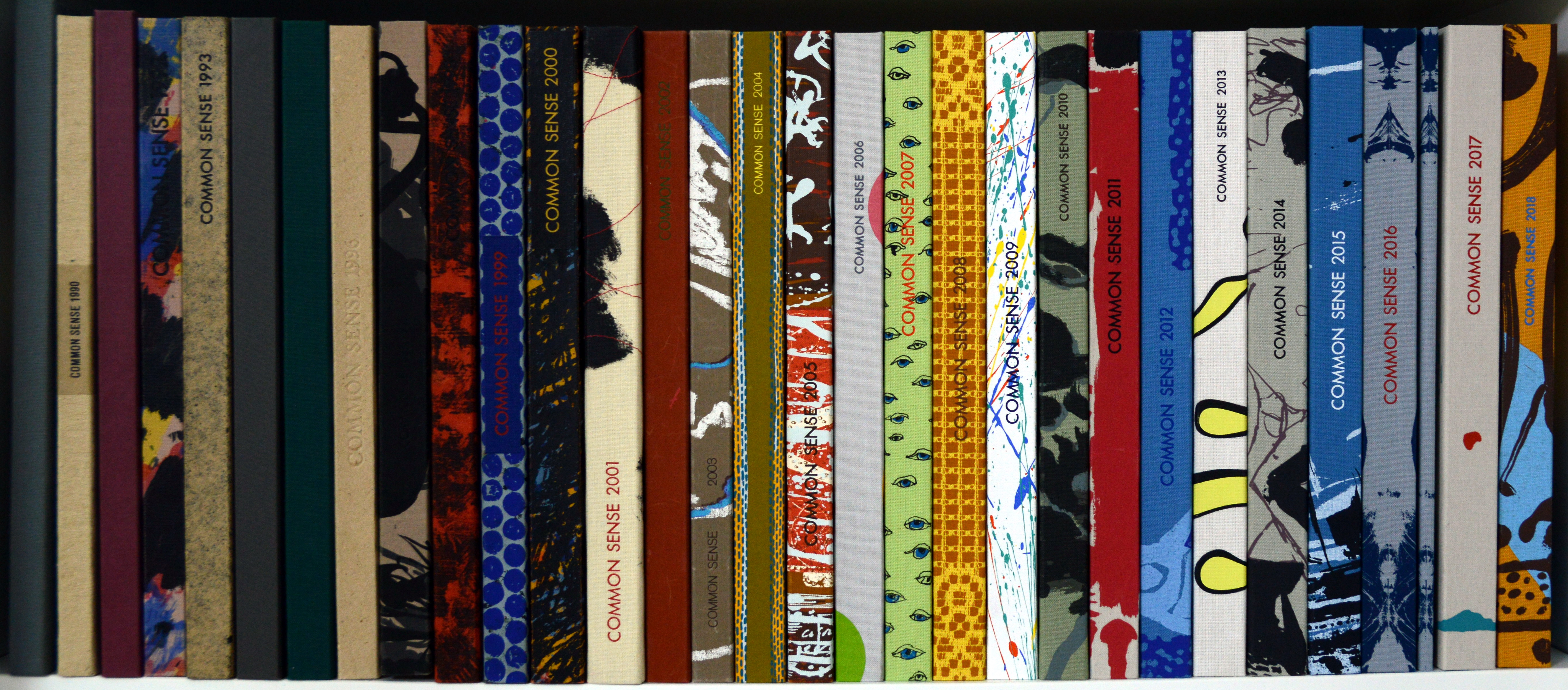
Künstlerbuch Almanach COMMON SENSE

Mitte der 1980er Jahre lernte Kowalski den Maler, Zeichner, Bildhauer und Grafiker Ulrich Tarlatt und den chilenischen Grafiker und Mail Art-Künstler Guillermo Deisler kennen, der weltweit mit der visuellen Poesie-Szene verknüpft war. Seitdem arbeitete Kowalski in vielfältigen gemeinsamen Projekten mit beiden Künstlern zusammen. Seit 1987 betätigt sich Kowalski als Herausgeber. Gemeinsam mit dem Tarlatt gründete Kowalski 1987 den Verlag „Edition Augenweide“. Das erste Buch, Mein Zahn riesengroß – erotische Träume von Männern, entstand als Reaktion auf die Literaturpolitik der DDR.
Zwischen 1989 und 1998 gaben Kowalski und Tarlatt gemeinsam die Reihe Common Sense heraus. Um in der DDR publizieren zu können, war normalerweise eine Druckgenehmigungsnummer nötig. Dies konnten Kowalski und Tarlatt für den Almanach umgehen: Wurde einer Grafik ein Text beigefügt, galt der als Teil der Grafik. Texte der Edition waren immer grafisch illustriert, deshalb brauchten sie keine Veröffentlichungsgenehmigung einzuholen.
Die gemeinsam mit Guillermo Deisler herausgegebene Anthologie wortBild – visuelle Poesie in der DDR, die 1990 als eines der letzten Bücher der DDR erschien, ist durch die Wende unvorhergesehen zur umfassenden Dokumentation einer in sich abgeschlossenen, alternativen Kunstentwicklung geworden.

### Lyriker
Seit 1985 ist Kowalski freiberuflicher Schriftsteller. Er veröffentlichte Gedichte, Kalligramme und Essays in Anthologien und Zeitschriften, unter anderem in Frankfurter Anthologie, neue deutsche literatur, Sinn und Form, Das Gedicht. Zeitschrift für Lyrik, Essay und Kritik, Text + Kritik und Entwerter/Oder.

### Hörspielautor
Kowalski begann 1981 mit der Produktion von Hörspielen. Im Februar 1990 veröffentlichte er einen offenen Brief an den Generalintendanten des Rundfunks der DDR, Manfred Klein. Er protestierte dagegen, „dass in Zukunft drei der zur Zeit fünf existierenden Programme des DDR-Rundfunks auf das Hörspiel, auch auf das für Kinder und' auf das Feature verzichten wollen. Mehr als die Hälfte aller Hörspielsendetermine würden so entfallen. Im Prinzip wäre das der Tod des DDR-Hörspiels, das wegen seines hohen künstlerischen Standards internationale Anerkennung genießt.“ Mit dem Hörspiel Leerer Raum war Kowalski für den Hörspielpreis 1983 nominiert.

## Veröffentlichungen (Auswahl)

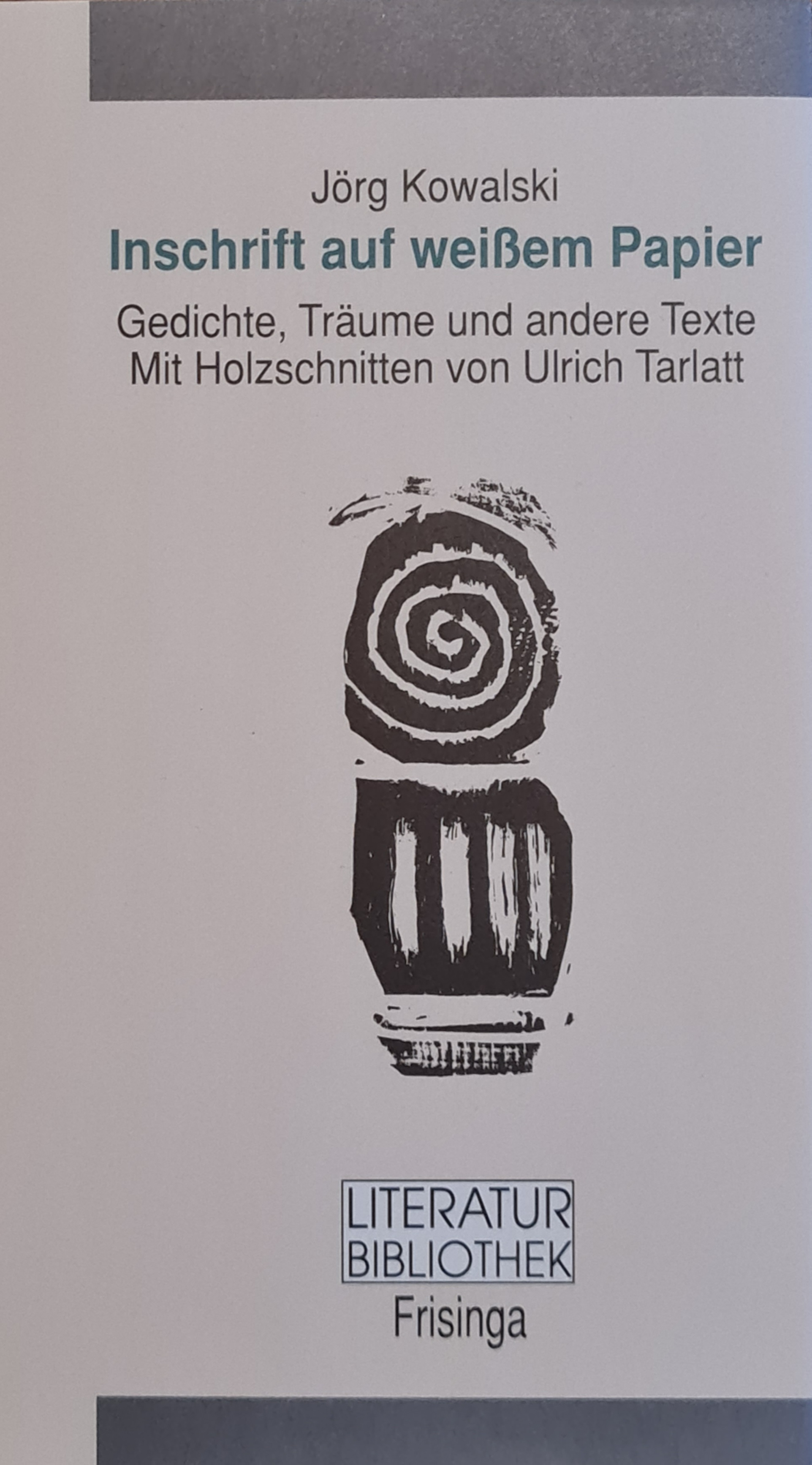
Inschrift auf weißem Papier

### Gedichtbände
- Vertrauliche Mitteilung, Mitteldeutscher Verlag, Halle 1985
- Türen (Künstlerbuch), Burgartpresse, Rudolstadt 1987
- Cluster (Künstlerbuch), Edition Augenweide, Bernburg/Dobis 1990
- November in Antonin (Künstlerbuch), Edition Augenweide, Bernburg/Dobis 1990
- Inschrift auf weißem Papier, Frisinga Verlag, Freising 1991
- Konikleta (Künstlerbuch), Edition Augenweide, Bernburg/Dobis 1992
- Arkanum (Künstlerbuch), Burgartpresse, Rudolstad 1993
- Palimpsest (Künstlerbuch), Edition Augenweide. Bernburg/Dobis 1996
- Hyle (Künstlerbuch), Edition Balance, Gotha/Berlin 2001[11]
- Fraktale, Hallesche Autorenhefte, Halle 2002

### Kriminalerzählung
- Tinius oder die Bibliothek im Kopf (Künstlerbuch), Edition Augenweide, Bernburg/Dobis 1998

### Hörspiele
- 1982: Leerer Raum, mit Musik von Hermann Anders, Regie: Achim Scholz, Original-Hörspiel, Rundfunk der DDR, Erstsendung: 16. Dezember 1982[12][13]
- 1990: Weitergehen am 6.8.87, Regie: Bernhard Jugel, Bayerischer Rundfunk, Erstsendung: 4. April 1990[14]

### Mail-Art-Projekt
- Patmos (Hommage á Robert Lax), 2016

### Herausgeber

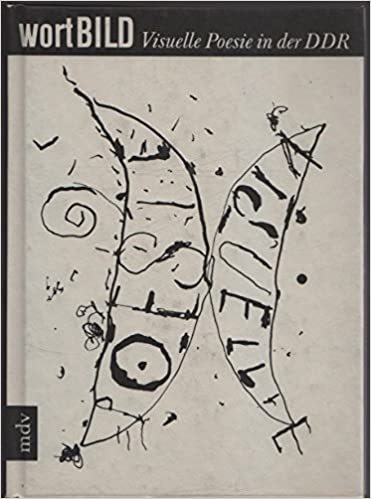
WortBILD – visuelle Poesie in der DDR

- Mein Zahn Riesengroß – erotische Träume von Männern (Künstlerbuch, zusammen mit Ulrich Tarlatt), Edition Augenweide, Bernburg/Dobis 1987
- Künstlerbuch Almanach COMMON SENSE (zusammen mit Ulrich Tarlatt), Edition Augenweide, Bernburg/Dobis 1989–1998
- Des Kaisers Bart (Künstlerbuch, zusammen mit Ulrich Tarlatt), Edition Augenweide, Bernburg/Dobis 1990[15]
- wortBILD – visuelle Poesie in der DDR (zusammen mit Guillermo Deisler), Mitteldeutscher Verlag, Halle 1990[16]
- Diva in Grau (zusammen mit Dagmar Winkelhofer), Mitteldeutscher Verlag, Halle 1991
- Katalog zur Ausstellung Guillermo Deisler – Grafik, visuelle Poesie, Buchobjekte (zusammen mit Bärbel Zausche), Kunstmuseum Moritzburg, Halle (Saale) 1997

## Beteiligungen an Ausstellungen mit visueller Poesie und Künstlerbüchern (Auswahl)
- Visuelle Poesie, Berlin 1987, Dresden 1989
- Visuelle Poesie international, Gotha 1990
- unartig, Frankfurt (Oder) 1990
- D1980D1989R – Künstlerbücher im Eigenverlag, Mainz, Erfurt, Paderborn, Chemnitz, Berlin 1991
- Transfutur – visuelle Poesie aus der Sowjetunion, Brasilien und deutschsprachigen Ländern, Kassel 1990, Berlin 1992
- non kon form, Esslingen, Kiel 1992
- Papiergesänge, München 1992
- Buchlust, Hannover 1995
- 30 Jahre Künstlerbuch Almanach COMMON SENSE 1989-2018, Halle (Saale) 2019, Dessau 2019, Jena 2020, Dresden 2022, Leipzig 2024, Magdeburg 2024
- Robert Lax erinnern, Kunstverein Röderhof 2020

## Vertonungen
- Reiner Bredemeyer: Vertrauliche Mitteilungen, 7 Lieder für Tenor, Bassklarinette und Klavier nach Texten von Jörg Kowalski. UA am 26. Oktober 1989 (Frank Rebitschek (Tenor), Annette Barz (Bassklarinette), Ullrich Vogel (Klavier))

## Auszeichnungen
- 1986: Förderpreis des Mitteldeutschen Verlags Halle-Leipzig und des Literaturinstituts „Johannes R. Becher“ Leipzig für seine Gedichtband Vertrauliche Mitteilung[17]
- 1989: Anna-Seghers-Stipendium der Akademie der Künste (Berlin)[18][19]

### Architekturpreise
- Engere Auswahl zum Architekturpreis Sachsen-Anhalt 2013 für das Projekt KZ-Gedenkstätte im Schloss Lichtenburg, Prettin (Arbeitsgemeinschaft mit Dietzsch & Weber Architekten),
- Engere Auswahl zum Architekturpreis Sachsen-Anhalt 2019 für das Projekt Augustiner-Eremiten-Kloster St. Annen Eisleben – Revitalisierung, Umbau und Erweiterung

## Rezensionen und Kritiken
- Jörg Kowalski belässt der Sprache ihre konventionelle Struktur, gebraucht (und braucht) sie aber in jener schlichten Klarheit, die beim Lesen Beteiligtsein auslöst. Aus der Spannung zwischen der Gelöstheit der Sprache und ihrer definitorischen Verknappung erwachsen Bilder von symbolischer Kraft. (Volker Hebestedt, neue deutsche literatur 2/86 [zu Vertrauliche Mitteilung])
- Die Wirklichkeit, die Sphäre der Relativität, lässt in seinen Gedichten die Qualität des Absoluten nicht zu. Dergestalt bleiben Schönheit, Freiheit, Recht und Wahrheit stets mit ihrem Gegenteil behaftet. Geschichte begreift er als Labyrinth. Nur der Zufall kann als Botschaft verstanden werden. Nur der Zufall ist sprechend. Was aus Notwendigkeit geschieht, ist stumm. (Die Welt, 8. Mai 1991 [zu Inschrift auf weißem Papier])
- In Halle, wo er zu Hause ist, gehört er zu einem kleinen Kreis experimentierender Poeten, deren Versuche mit visueller Dichtung und mit den Tiefen oder Untiefen der Wörter fernab von aller offiziell gewünschten und geförderten Literatur lagen. Erst allmählich treten nun die Zeugnisse ihres Tuns ans Licht. (Gerhard Schulz, Frankfurter Allgemeine Zeitung, 9. Oktober 1993)